# New Wave (festival)
New Wave, på svenska "Nya Vågen" (lettiska: Jaunais Vilnis, ryska: Новая волна; Novaja volna) är en årlig internationell popmusiktävling för unga artister. Den brukar hållas under tre dagar i juli. Festivalen grundades 2002 av den ryske kompositören Igor Krutoj och den lettiske pianisten och kompositören Raimonds Pauls. Senare fick arrangörerna också sällskap av sångerskan Alla Pugatjova. Både artister och publik har en övervikt åt forna Sovjetunionen och Östeuropa. I samband med tävlingen framträder flera kända artister och festivalen brukar avslutas med en konsert.
Till skillnad mot exempelvis Melodifestivalen är New Wave en tävling för artister i konsten att framföra musik. Många sjunger covers på gamla välkända låtar.
Festivalen hade 1986–1993 en föregångare i "Unga popsångartävlingen i Jurmala" (lettiska: Jauno izpildītāju konkurss Jūrmala, ryska: конкурс молодых исполнителей эстрадной песни "Юрмала"), även den arrangerad av Raimonds Pauls.
Tävlingen har, likt Eurovision Song Contest, sedan 2008 en version för yngre deltagare (8-13 år). Denna tävling kallas New Wave Junior, och hålls vanligen strax efter huvudtävlingen.

## Plats
De 13 första festivalerna hölls i den lettiska badorten Jūrmala, strax väster om Riga i Lettland, men 2015 flyttades den till Sotji i Ryssland. Enligt organisatören Igor Krutoj var den huvudsakliga orsaken för omlokaliseringen att ett antal ryska artister blev nekade inresa till Lettland för tävlingen 2014 då de uttryckt stöd för Rysslands annektering av Krim. 
2020 skulle festivalen för första gången ha hållits i Kazan i Tatarstan, Ryssland. Festivalen ställdes in  på grund av den pågående covid-19-pandemin
Festivalen 2021 planerades att hållas den 19–25 augusti i Sotji. Armeniens representant Saro Gevorgyan blev vinnaren av New Wave-tävlingen. Saro fick totalt 267 poäng under de tre dagar som tävlingen pågick.

## Vinnare
| År   | Land               | Tävlande              |
| ---- | ------------------ | --------------------- |
| 2002 | Ryssland           | Smash!!               |
| 2003 | Ryssland           | Nastya Stotckaya      |
| 2004 | Lettland           | Cosmos                |
| 2005 | Lettland           | Intars Busulis        |
| 2006 | USA                | LaRose                |
| 2007 | Moldavien          | Natalia Gordienko     |
| 2008 | Georgien           | Duo Georgien          |
| 2009 | Ukraina Indonesien | Jamala Sandhy Sondoro |
| 2010 | Armenien           | Sona Sjachgeldjan     |
| 2011 | USA                | Jayden Felder         |
| 2012 | Ryssland           | Niloo                 |
| 2013 | Kuba               | Roberto Kel Torres    |
| 2014 | Georgien           | Nutsa Buzaladze       |
| 2015 | Kroatien           | Damir Kedžo           |
| 2016 | Kroatien           | Dino Jelusić          |
| 2016 | Italien            | Walter Ricci          |
| 2017 | Armenien           | Erna Mir              |
| 2017 | Moldavien          | DoReDoS               |
| 2017 | Uzbekistan         | Sardor Milano         |
| 2018 | Ryssland           | Dan Rosin             |
| 2019 | Albanien           | Inis Neziri           |
| 2021 | Armenien           | Saro Gevorgyan        |